# Gasthof zum Schwanen (Kempten)

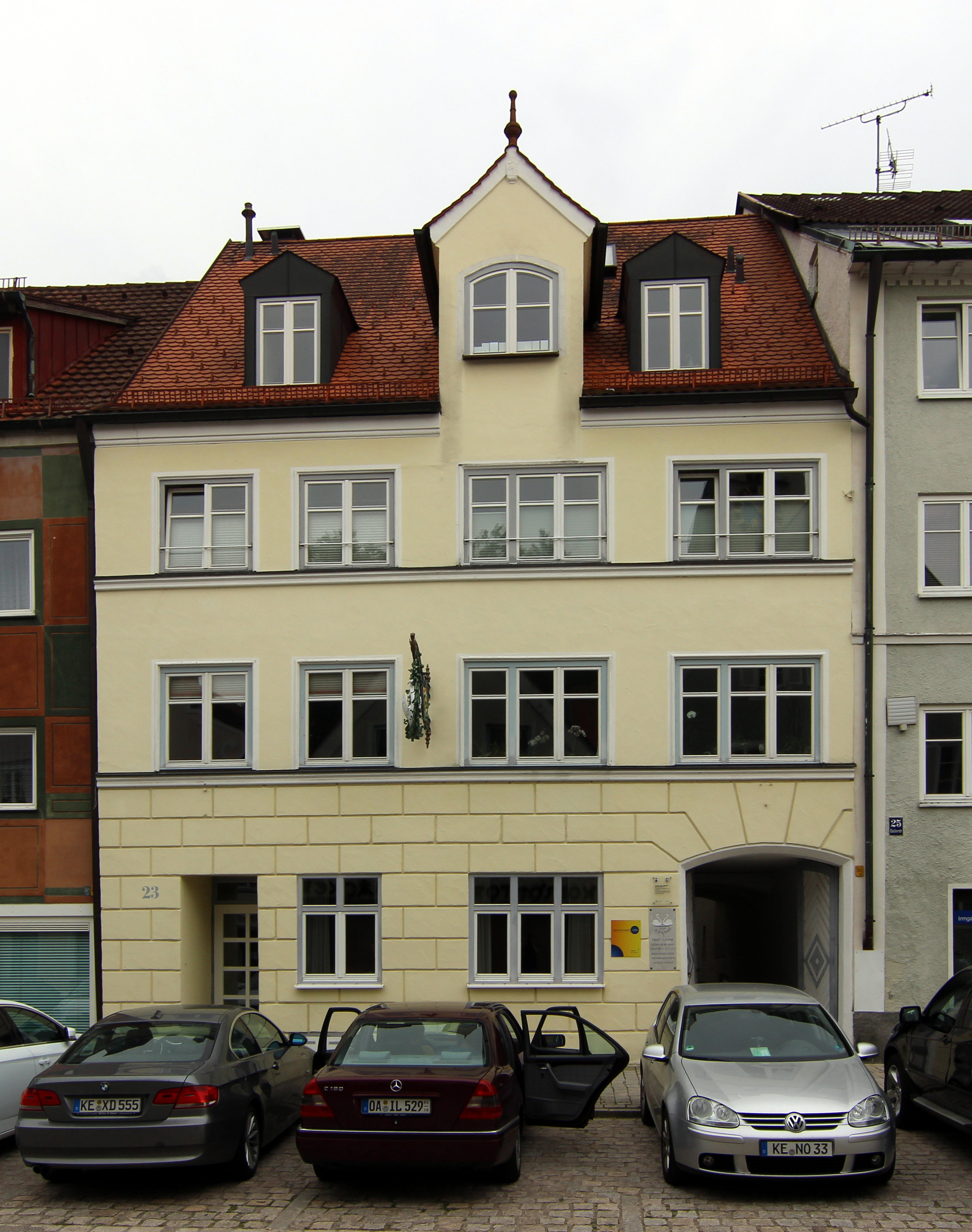
Gasthof zum Schwanen in Kempten

Der Gasthof zum Schwanen mit der Anschrift Bäckerstraße 23 in der kreisfreien Stadt Kempten (Allgäu) ist ein denkmalgeschütztes Gebäude. Das dreigeschossige, traufständige Haus hat eine Ladeluke. Erbaut wurde es wohl im 17. Jahrhundert bzw. in der zweiten Hälfte des 18. Jahrhunderts.